# M'Zouda
M'Zouda (en àrab أمزوضة, Amzūḍa; en amazic ⵎⵥⵓⴹⴰ) és una comuna rural de la província de Chichaoua, a la regió de Marràqueix-Safi, al Marroc. Segons el cens de 2014 tenia una població total de 23.148 persones.